# چان سائه-لیم
چان سائه-لیم (انگلیسی: Chan Sae-Lim؛ زادهٔ ۱۹۳۳) بازیکن بسکتبال اهل تایلند است. وی در بازی‌های المپیک تابستانی ۱۹۵۶ شرکت کرده‌است.